# Hail Mary (jogada)
Um passe Hail Mary (Ave Maria, em tradução literal) é um passe para frente muito longo no futebol americano feito pelo quarterback, normalmente em situações de desespero, e possui uma chance excepcionalmente pequena de ser convertido em um passe completo. Devido à dificuldade de conclusão deste passe, seu nome faz referência à oração católica "Ave Maria" feita para obter força e ajuda.
A expressão remonta pelo menos à década de 1930, quando foi usada publicamente por Elmer Layden e Jim Crowley, dois ex-membros do grupo de futebol americano Four Horsemen do time Fighting Irish da Universidade Notre Dame. Originalmente significava qualquer tipo de jogada desesperada, um passe Hail Mary gradualmente passou a denotar um passe longo e de baixa probabilidade de recepção, tipicamente do tipo "alley-oop", tentado no fim de um período (ou do jogo) quando um time está muito longe da endzone para executar uma jogada mais convencional, o que implica que seria necessário um milagre para que a jogada fosse bem-sucedida (daí o nome do passe). Por mais de 40 anos, o uso do termo esteve amplamente restrito a Universidade Notre Dame e outras universidades católicas.
O termo se espalhou depois de um jogo de playoff (pós-temporada) da NFL entre o Dallas Cowboys e o Minnesota Vikings em 28 de dezembro de 1975, quando o quarterback dos Cowboys, Roger Staubach, disse a respeito do seu passe para touchdown da vitória para o wide receiver Drew Pearson, "Fechei os olhos e rezei uma Ave Maria."

## Origens
Crowley costumava contar a história de um jogo entre Notre Dame e Georgia Tech jogado em 28 de outubro de 1922, no qual os jogadores do Fighting Irish rezavam a Ave Maria juntos antes de marcar cada um dos touchdowns, no jogo em que venceram por 13 a 3. De acordo com Crowley, foi um dos jogadores da linha ofensiva do time, Noble Kizer (um presbiteriano), que sugeriu fazer uma oração antes do primeiro touchdown, que ocorreu em uma situação de quarta tentativa (down) para o gol (ou touchdown) na linha de 6 jardas do campo de Georgia Tech durante o segundo período de jogo. O quarterback Harry Stuhldreher, outro membro dos Horsemen, lançou um passe rápido pelo meio do campo para Paul Castner, pontuando. O ritual se repetiu antes de uma terceira tentativa para o touchdown, novamente na linha de 6 jardas do campo de Georgia Tech, no quarto período de jogo. Desta vez, Stuhldreher correu para um touchdown, que selou a vitória de Notre Dame. Após o jogo, Kizer gritou para Crowley: "Escuta, aquele Hail Mary é a melhor jogada que temos." Crowley relatou esta história muitas vezes em discursos públicos a partir da década de 1930.
Em 2 de novembro de 1935, com 32 segundos restantes para o o fim do jogo no chamado "Jogo do Século" entre a universidade de Ohio State e Notre Dame, o halfback dos Fighting Irish Bill Shakespeare encontrou o recebedor Wayne Millner para um touchdown da vitória de 19 jardas. O técnico do Notre Dame, Elmer Layden, que havia disputado o jogo da Georgia Tech de 1922, chamou depois o passe de uma jogada de "Hail Mary".
Uma das primeiras aparições do termo na mídia foi em uma história da Associated Press sobre o Orange Bowl de 1941 entre os Bulldogs da Universidade Estadual do Mississippi e os Hoyas da Universidade de Georgetown. O artigo apareceu em vários jornais, incluindo no Daytona Beach Morning Journal de 31 de dezembro de 1940, sob o título "Orange Bowl: [Georgetown] Hoyas deposita fé no passe 'Hail Mary'". Como explicava o artigo, "Um passe de 'Hail Mary', na conversa dos onze jogadores de Washington (Universidade de Georgetown), é um passe que é lançado com uma oração dado que as chances dele não ser concluído são grandes." Durante uma transmissão da NBC em 1963, Staubach, então quarterback do time de futebol americano Midshipmen da Marinha dos EUA, descreveu uma jogada de passe longo durante a vitória de seu time sobre a Universidade de Michigan naquele ano como uma "jogada de Hail Mary". Ele saiu correndo para escapar de uma jogada de pressão de passe feita pela defesa, quase sendo derrubado 20 jardas atrás da linha de scrimmage antes de completar um passe desesperado para um ganho de uma jarda.